# Hesperandra colombica
Hesperandra colombica är en skalbaggsart som först beskrevs av White 1853.  Hesperandra colombica ingår i släktet Hesperandra och familjen långhorningar.
Artens utbredningsområde är:
- Nicaragua.
- Venezuela.

Inga underarter finns listade i Catalogue of Life.